# أداة قطع

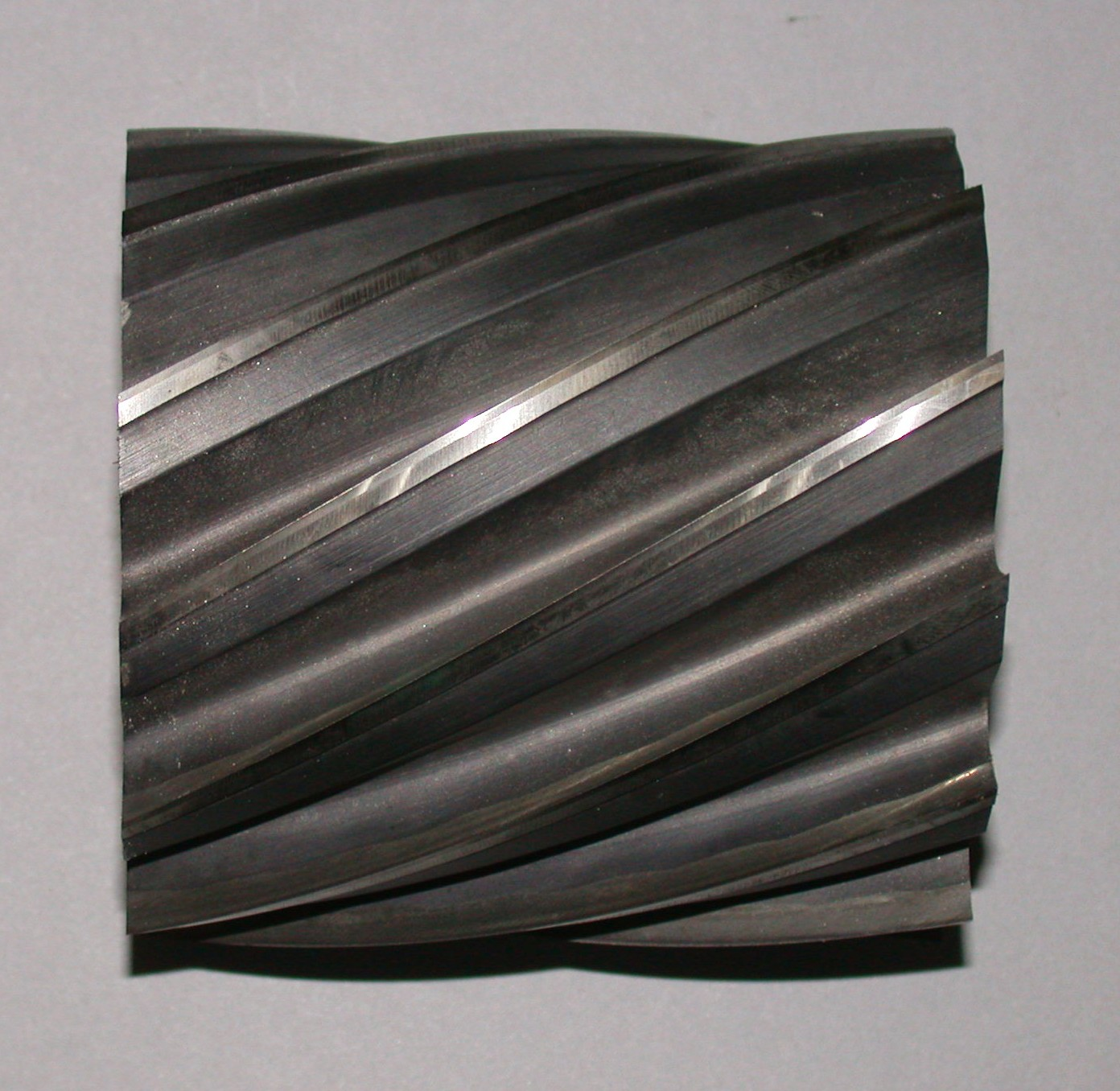

أداة القطع في مجال تشغيل المعادن، هي أي أداة تستخدم لإزالة المعدن من المشغولة عن طريق جهد القص. وتشير كلمة أداة القطع غالبًا إلى قلم القطع. يجب أن تصنع أداة القطع من مواد أكثر صلابة من المواد المشغلة وتتحمل الحرارة المتولدة في عملية قطع المعادن والشكل هندسي المصمم بحيث تمس أداة القطع المشغولة في منطقة القطع دون بقية المشغولة.

## تصنيفات
تصنف ادوات القطع إلى نوعين خطى أو دورانى حسب طريقة الحركة أثناء الدوران ومثال على القاطع الخطى : المكشطة وعلى القاطع الدورانى : الثاقب.

## مواد التصنيع
تستخدم ادوات القطع عادة من الصلب (الفولاذ) وغالبا من فولاذ القطع السريع، أو المواد السيراميكية أو ماسات مصنعة للقطع الصناعي.

## أنواع أداوت القطع
هذه بعض أنواع أدوات القطع:
- مخلق (أداة قطع)
- Endmill
- مسحل
- ريشة ثقب
- قلم قطع (يستخدم في المخرطة، والمقشطة)
- تخويش